# Hôtel Hyatt Regency Paris Étoile
El Hôtel Hyatt Regency Paris Étoile anteriormente Hôtel Concorde La Fayette (1974-2013), es un rascacielos ubicado en París, Francia, en el distrito 17 cerca de Porte Maillot. Es propiedad de Constellation Hotels Holdings.
Con sus 210 metros de altura, es uno de los hoteles franceses más altos después del Tour Part-Dieu en Lyon (y el cuarto edificio más alto de la ciudad de París después de la Torre Eiffel, la Tour Montparnasse y el Tribunal de París, pero más pequeños que algunos de los edificios del barrio de La Défense cercanos); la antena ubicada en su techo incluso le permite alcanzar los 190 metros de altura. Con sus treinta y ocho pisos, alberga 995 habitaciones y suites. Con el Palacio de Congresos de París ubicado al lado, es uno de los centros de convenciones de París.